# NGC 894
NGC 894 è una regione di formazione stellare localizzata in un braccio di spirale della galassia NGC 895 situata nella costellazione della Balena.

## Scoperta
La galassia è stata scoperta il 28 novembre 1856 dall'astronomo irlandese R.J. Mitchell, assistente di Lord Rosse. Al momento della scoperta Lord Rosse e il suo assistente R.J. Mitchell avevano ritenuto che NGC 895 fosse un sistema doppio; solo dopo ulteriori osservazioni essi conclusero che NGC 894 era solamente un braccio di spirale della vasta galassia NGC 895, ma nonostante queste conclusioni la regione di formazione stellare mantenne una propria designazione nel New General Catalogue.